# Passandridae
Passandridae (лат.) — семейство насекомых из подотряда разноядных жуков. Известно 9 родов и ~100 видов, распространённых повсеместно, за исключением западной Палеарктики и Новой Зеландии.

## Палеонтология
Древнейшие представители семейства найдены в меловом бирманском янтаре (†Mesopassandra keyao, †Mesopassandrinae). Также известны из балтийского янтаря.

## Описание
Для жуков этого семейства характерны следующие признаки:
- тело удлинённое, параллельностороннее, уплощённое и полуцилиндрическое[2];
- у обоих полов все лапки пятичлениковые (формула лапок — 5-5-5)[1];
- голова и переднеспинка с системой линий и бороздок[1];
- на надкрыльях имеются чешуйки и остатки от чешуек[1];
- жилкование задних крыльев хорошо развито[1].

Для личинок этого семейства характерны следующие признаки:
- тело физогастрическое[5];
- ротовые органы, усики и ноги редуцированы[5].

Личинки являются эктопаразитами насекомых, проживающих в древесине, главным образом усачей (Cerambycidae).